# Primula melanantha
Primula melanantha är en viveväxtart som först beskrevs av Adrien René Franchet, och fick sitt nu gällande namn av C.M. Hu. Primula melanantha ingår i släktet vivor, och familjen viveväxter. Inga underarter finns listade i Catalogue of Life.